# Doune

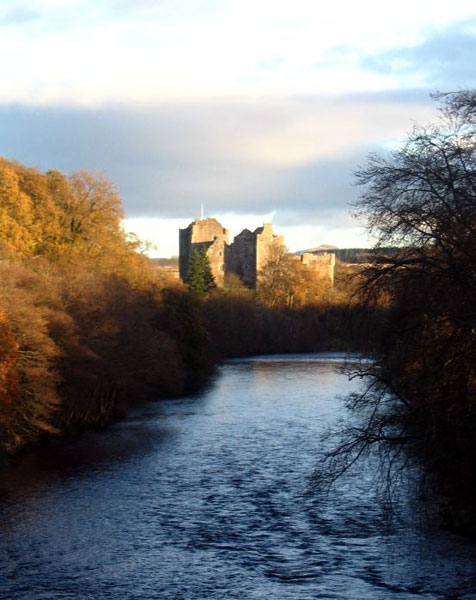
Vy mot Doune Castle.

Doune [duːn], skotsk gaeliska: An Dùn, "Fortet", är en ort i Skottland, belägen i Stirlings kommun i ståthållarskapet Stirling and Falkirk. Den historiska stadskärnan är belägen vid den norra stranden av floden Teith, 13 km nordväst om Stirling. Orten hade 1 635 invånare vid 2001 års folkräkning, varav 2,75 procent uppgav sig vara gaelisktalande.

## Historia
Platsen är bebodd sedan förhistorisk tid och på platsen uppfördes ett romerskt fort på 80-talet e.Kr. Doune är framförallt känt för sitt medeltida slott, Doune Castle, uppfört på 1300-talet av Robert Stuart. Under 1700-talet var staden internationellt känd för sin pistoltillverkning. Historiskt var Doune en stad (burgh) i grevskapet Perthshire, som avskaffades som administrativ enhet 1975, då också staden upphörde som självständig kommunal enhet.